# Don Gilet
Don Gilét est un acteur britannique né en 17 janvier 1967. Il est surtout connu pour ses rôles dans les productions de la BBC Babyfather, EastEnders, et 55 Degrees North.

## Vie privée
Don Gilet est né à Caldmore dans la ville de Walsall. Il a deux sœurs. Il a étudié au Mountview Academy of Theatre Arts, et il allait au catéchisme au Caldmore Gospel Hall. Il réside aujourd'hui à Bedfordshire avec sa famille. Don Gilet est un ami proche de Diane Parish avec qui il a joué dans Babyfather.
Don Gilet apparaît dans l'un des premiers épisodes de l'émission de télévision britannique Streetmate en tant que colocataire de l'un des candidats.
Il est marié à l’actrice, autrice et réalisatrice Tracy Whitwell. Ils ont un fils né en 2006

## Carrière
La première apparition de Don Gilet à la télévision a eu lieu dans la téléréalité Streetmate alors qu'il était interviewé en tant qu'ami de l'un des participants. Son premier rôle majeur fut d'interpréter Johnny Lindo dans Babyfather avant de décrocher le rôle principal dans la série 55 Degrees North où il interprète l'inspecteur Nicky Cole. En 2006, il interprète Leo Charles dans The Line of Beauty puis obtient un rôle de premier plan dans l'épisode spécial « Le Mariage de Noël » de la série Doctor Who où il interprète Lance Bennett. Il réalise souvent ses cascades lui-même.
En 2001, Don Gilet apparaît dans une publicité pour l'ordinateur iMac G4 d'Apple. Il interprète également un directeur de magasin dans une vidéo destinée à la formation du personnel pour les supermarchés Sainsbury's.
Il fait de brèves apparitions dans Casualty, Holby City, Affaires non classées et The Bill.
En 2001, Don Gilet apparaît dans le clip de la chanson Out of Reach de Gabrielle. En 2011, il apparaît dans le clip de la chanson I Want You to Remember de l'artiste I Am Spartacus.
Au théâtre, il joue dans les pièces Comme il vous plaira et L'Alchimiste.
En avril 2008, il rejoint la célèbre série de la BBC EastEnders où il interprète le tueur en série Lucas Johnson. Il quitte la série le 30 juillet 2010.
En 2010, dans le spectacle de Noël du Churchill Theatre Bromley, Aladdin, il interprète Abanazar aux côtés de Melinda Messenger. En 2011, au Grove Theatre de Dunstable, il joue dans Jack et le Haricot magique. Il y retrouve Gemma Bissix avec qui il avait joué dans EastEnders.
En mai 2013, Don Gilet interprète les rôles de Fuliginous, Ruislip et Blackfriar dans Neverwhere, une pièce radiophonique de la BBC écrite par Neil Gaiman et Dirk Maggs.
En 2014, Don Gilet rejoint le casting de la série de la BBC Holby City et y interprète le médecin anesthésiste consultant Jesse Law.
En 2015, Don Gilet réintègre le casting de la série EastEnders et reprend son rôle de Lucas Johnson. Le premier épisode où il apparaît a été diffusé le 1er janvier 2016.
Après le départ de Ralf Little de la série Meurtres au paradis annoncé le 24 mars 2024 par la BBC, il le remplace et tient le rôle de l'inspecteur Mervin Wilson, devenant le premier inspecteur de couleur dans la série ; il fait sa première apparition dans l'épisode spécial de Noël qui suit la treizième saison.

## Filmographie
- 1993 : Desmond's
- 1994 : The Imaginatively Titled Punt & Dennis Show
- 1995 : Now What
- 1998 : Brothers and Sisters
- 2000 : The Return of Nick Cotton : Biscuit
- 2001 : Casualty
- 2001 : Babyfather : Johnny Lindo
- 2002 : Holby City
- 2002 : Time Gentlemen Please
- 2002 : Cutting It
- 2002 : Single Voices
- 2003 : Affaires non classées
- 2003 : The Bill
- 2004 : Belly Button
- 2004 à 2005 : 55 degrés nord : Inspecteur Nicky Cole
- 2006 : The Line of Beauty : Leo Charles
- 2006 : Doctor Who, épisode spécial « Le Mariage de Noël » : Lance Bennett
- 2007 : Cape Wrath : Freddie Marcuse
- 2008 à 2010 et 2016 : EastEnders : Lucas Johnson
- 2012 : Sorciers vs Aliens : Richard Sherwood
- 2013 : Father Brown : Douglas Taylor
- 2013 : What Does the K Stand For? : Vincent Amos
- 2014 à 2016 : Holby City : Jesse Law
- 2015 : Meurtres au paradis (Death in Paradise) : Andre Morgan (saison 4, épisode 1)
- 2016 : Good Vibrations (Brief Encounters) (série télévisée)
- 2017 : The Loch : Blake Albrighton
- 2018 : Inspecteur Barnaby (Midsomer Murders) saison 20, épisode 4 : "Les Lions de Causton" : Bill Viner
- 2024 : The Beekeeper de David Ayer : Prigg
- 2024 : Meurtres au paradis (Death in Paradise) : inspecteur Mervin Wilson (épisode spécial Noël de la saison 13 et depuis la saison 14)